# Жанатілеу
Жанатіле́у (каз. Жаңатілеу) — село у складі Тарбагатайського району Східноказахстанської області Казахстану. Входить до складу Акжарського сільського округу.
Населення — 223 особи (2021; 362 у 2009, 439 у 1999, 605 у 1989).
Національний склад станом на 1989 рік:
- казахи — 100 %

До 1992 року село називалося Андрієвка, у радянські часи мав також назву Ферма імені Андрієва.